# Hertha Berliner Sport-Club 2019-2020
Questa voce raccoglie le informazioni riguardanti l'Hertha Berliner Sport-Club nelle competizioni ufficiali della stagione 2019-2020.

## Stagione
Nella stagione 2019-2020 l'Hertha Berlino, allenato da Ante Čović, Jürgen Klinsmann, Alexander Nouri e Bruno Labbadia, concluse il campionato di Bundesliga al 10º posto. In Coppa di Germania l'Hertha Berlino fu eliminato agli ottavi di finale dallo Schalke 04.

## Rosa
| N. |                                 | Ruolo | Calciatore             |
| -- | ------------------------------- | ----- | ---------------------- |
| 1  | Germania (bandiera)             | P     | Thomas Kraft           |
| 2  | Slovacchia (bandiera)           | D     | Peter Pekarík          |
| 3  | Norvegia (bandiera)             | C     | Per Ciljan Skjelbred   |
| 4  | Paesi Bassi (bandiera)          | D     | Karim Rekik            |
| 5  | Germania (bandiera)             | D     | Niklas Stark           |
| 6  | Rep. Ceca (bandiera)            | C     | Vladimír Darida        |
| 7  | Polonia (bandiera)              | A     | Krzysztof Piątek       |
| 8  | Costa d'Avorio (bandiera)       | A     | Salomon Kalou          |
| 9  | Germania (bandiera)             | A     | Alexander Esswein      |
| 11 | Australia (bandiera)            | A     | Mathew Leckie          |
| 12 | Germania (bandiera)             | P     | Dennis Smarsch         |
| 13 | Germania (bandiera)             | D     | Lukas Klünter          |
| 14 | Germania (bandiera)             | A     | Pascal Köpke           |
| 15 | Serbia (bandiera)               | C     | Marko Grujić           |
| 16 | Paesi Bassi (bandiera)          | A     | Javairô Dilrosun       |
| 17 | Germania (bandiera)             | D     | Maximilian Mittelstädt |
| 18 | Argentina (bandiera)            | C     | Santiago Ascacíbar     |
| 19 | Bosnia ed Erzegovina (bandiera) | A     | Vedad Ibišević         |

| N. |                     | Ruolo | Calciatore          |
| -- | ------------------- | ----- | ------------------- |
| 20 | Belgio (bandiera)   | D     | Dedryck Boyata      |
| 21 | Germania (bandiera) | D     | Marvin Plattenhardt |
| 22 | Norvegia (bandiera) | P     | Rune Jarstein       |
| 23 | Germania (bandiera) | C     | Arne Maier          |
| 24 | Ungheria (bandiera) | A     | Palkó Dárdai        |
| 25 | Germania (bandiera) | D     | Jordan Torunarigha  |
| 26 | Brasile (bandiera)  | A     | Matheus Cunha       |
| 28 | Belgio (bandiera)   | A     | Dodi Lukébakio      |
| 29 | Germania (bandiera) | D     | Florian Baak        |
| 30 | Germania (bandiera) | C     | Marius Wolf         |
| 31 | Germania (bandiera) | D     | Márton Dárdai       |
| 32 | Germania (bandiera) | D     | Luca Netz           |
| 33 | Germania (bandiera) | A     | Jessic Ngankam      |
| 35 | Tunisia (bandiera)  | D     | Omar Rekik          |
| 36 | Turchia (bandiera)  | A     | Muhammed Kiprit     |
| 37 | Germania (bandiera) | P     | Luis Klatte         |
| 39 | Germania (bandiera) | C     | Julian Albrecht     |
| 40 | Serbia (bandiera)   | C     | Lazar Samardžić     |

## Organigramma societario
Area tecnica
- Preparatori atletici:
- Allenatore in seconda: Olaf Janßen, Eddy Sözer
- Preparatore dei portieri: Zsolt Petry
- Analisi video: Etienne Dzwonkowsky, Dominik Wohlert
- Allenatore: Bruno Labbadia

## Calciomercato

### Sessione estiva
| Acquisti | Acquisti          | Acquisti          | Acquisti |
| R.       | Nome              | da                | Modalità |
| -------- | ----------------- | ----------------- | -------- |
| P        | Luis Klatte       | Hertha Berlino II |          |
| C        | Marius Wolf       | Borussia Dortmund |          |
| A        | Dodi Lukébakio    | Watford           |          |
| A        | Daishawn Redan    | Chelsea U23       |          |
| D        | Dedryck Boyata    | Celtic            |          |
| A        | Alexander Esswein | Stoccarda         |          |
| C        | Sidney Friede     | R.E. Mouscron     |          |
| A        | Muhammed Kiprit   | Wacker Innsbruck  |          |
| C        | Eduard Löwen      | Norimberga        |          |

| Cessioni | Cessioni            | Cessioni          | Cessioni |
| R.       | Nome                | a                 | Modalità |
| -------- | ------------------- | ----------------- | -------- |
| D        | Panzu Ernesto       | Hertha Berlino II |          |
| P        | Marius Gersbeck     | Karlsruhe         |          |
| C        | Julius Kade         | Union Berlino     |          |
| P        | Jonathan Klinsmann  | San Gallo         |          |
| C        | Valentino Lazaro    | Inter             |          |
| D        | Derrick Luckassen   | PSV               |          |
| C        | Fabian Lustenberger | Young Boys        |          |

### Sessione invernale
| Acquisti | Acquisti           | Acquisti  | Acquisti |
| R.       | Nome               | da        | Modalità |
| -------- | ------------------ | --------- | -------- |
| A        | Matheus Cunha      | RB Lipsia |          |
| A        | Krzysztof Piątek   | Milan     |          |
| C        | Santiago Ascacíbar | Stoccarda |          |

| Cessioni | Cessioni            | Cessioni        | Cessioni |
| R.       | Nome                | a               | Modalità |
| -------- | ------------------- | --------------- | -------- |
| A        | Dennis Jastrzembski | Paderborn       |          |
| A        | Daishawn Redan      | Groningen       |          |
| A        | Davie Selke         | Werder Brema    |          |
| C        | Ondrej Duda         | Norwich City    |          |
| C        | Maurice Čović       | Ascoli          |          |
| C        | Eduard Löwen        | Augusta         |          |
| C        | Sidney Friede       | Wehen Wiesbaden |          |

## Risultati

### Bundesliga

#### Girone di andata
| Arbitro: | Osmers |

|                             |           |                          |
| Lewandowski 24’, 60’ (rig.) | Marcatori | 36’ Lukébakio 39’ Grujić |

| Arbitro: | Winkmann |

|  |           |                                               |
|  | Marcatori | 9’ (rig.) Weghorst 82’ Brekalo 90’ Roussillon |

| Arbitro: | Stieler |

|                                             |           |  |
| Stark 38’ (aut.) Rekik 48’ (aut.) Kenny 85’ | Marcatori |  |

| Arbitro: | Fritz |

|                       |           |            |
| Quaison 40’ Juste 88’ | Marcatori | 83’ Grujić |

| Arbitro: | Willenborg |

|                       |           |              |
| Dilrosun 10’ Wolf 52’ | Marcatori | 54’ Zolinski |

| Arbitro: | Storks |

|  |           |                                           |
|  | Marcatori | 23’ Dilrosun 59’, 62’ Ibišević 83’ Boyata |

| Arbitro: | Petersen |

|                                      |           |                     |
| Ibišević 37’ Dilrosun 44’ Darida 62’ | Marcatori | 32’ (rig.) Hennings |

| Arbitro: | Brych |

|            |           |               |
| Sargent 7’ | Marcatori | 70’ Lukébakio |

| Arbitro: | Schmidt |

|                         |           |                                     |
| Lukébakio 55’ Kalou 69’ | Marcatori | 33’ Locadia 38’ Kramarić 79’ Hübner |

| Arbitro: | Aytekin |

|                   |           |  |
| Polter 87’ (rig.) | Marcatori |  |

| Arbitro: | Storks |

|                           |           |                                               |
| Mittelstädt 32’ Selke 90’ | Marcatori | 38’ (rig.), 90’ Werner 45’ Sabitzer 86’ Kampl |

| Arbitro: | Stegemann |

|                                                |           |  |
| Max 17’ Córdova 26’ Hahn 52’ Niederlechner 79’ | Marcatori |  |

| Arbitro: | Jablonski |

|            |           |                       |
| Darida 34’ | Marcatori | 15’ Sancho 17’ Hazard |

| Arbitro: | Dingert |

|                          |           |                          |
| Hinteregger 65’ Rode 86’ | Marcatori | 30’ Lukébakio 63’ Grujić |

| Arbitro: | Willenborg |

|            |           |  |
| Darida 53’ | Marcatori |  |

| Arbitro: | Dankert |

|  |           |           |
|  | Marcatori | 64’ Rekik |

| Berlino 21 dicembre 2019, ore 18:30 CET 17ª giornata | Hertha Berlino | 0 – 0 referto | Borussia M'gladbach | Stadio Olimpico (50 208 spett.)\| Arbitro: \| Osmers \| |
| Arbitro:                                             | Osmers         |               |                     |                                                         |

#### Girone di ritorno
| Arbitro: | Stieler |

|  |           |                                                          |
|  | Marcatori | 60’ Müller 73’ (rig.) Lewandowski 76’ Thiago 84’ Perišić |

| Arbitro: | Schmidt |

|             |           |                               |
| Mehmedi 68’ | Marcatori | 74’ Torunarigha 90’ Lukébakio |

| Berlino 31 gennaio 2020, ore 20:30 CET 20ª giornata | Hertha Berlino | 0 – 0 referto | Schalke 04 | Stadio Olimpico (47 863 spett.)\| Arbitro: \| Stegemann \| |
| Arbitro:                                            | Stegemann      |               |            |                                                            |

| Arbitro: | Petersen |

|            |           |                              |
| Boyata 84’ | Marcatori | 17’, 82’, 90’ (rig.) Quaison |

| Arbitro: | Steinhaus-Webb |

|            |           |                               |
| Srbeny 51’ | Marcatori | 10’ Boyata 67’ (aut.) Collins |

| Arbitro: | Schlager |

|  |           |                                        |
|  | Marcatori | 4’, 22’ Córdoba 37’, 62’ Kainz 69’ Uth |

| Arbitro: | Stieler |

|                            |           |                                               |
| Karaman 6’, 45’ Thommy 10’ | Marcatori | 64’ (aut.) Thommy 66’ Cunha 75’ (rig.) Piątek |

| Arbitro: | Winkmann |

|                     |           |                        |
| Stark 41’ Cunha 60’ | Marcatori | 3’ Sargent 6’ Klaassen |

| Arbitro: | Dingert |

|  |           |                                            |
|  | Marcatori | 58’ (aut.) Akpoguma 60’ Ibišević 74’ Cunha |

| Arbitro: | Osmers |

|                                                 |           |  |
| Ibišević 51’ Lukébakio 52’ Cunha 61’ Boyata 77’ | Marcatori |  |

| Arbitro: | Dankert |

|                            |           |                             |
| Klostermann 24’ Schick 68’ | Marcatori | 9’ Grujić 82’ (rig.) Piątek |

| Arbitro: | Jablonski |

|                         |           |  |
| Dilrosun 23’ Piątek 90’ | Marcatori |  |

| Arbitro: | Osmers |

|         |           |  |
| Can 58’ | Marcatori |  |

| Arbitro: | Hartmann |

|            |           |                                     |
| Piątek 24’ | Marcatori | 51’ Dost 62’, 86’ Silva 68’ N'Dicka |

| Arbitro: | Stieler |

|                        |           |                     |
| Grifo 61’ Petersen 71’ | Marcatori | 66’ (rig.) Ibišević |

| Arbitro: | Brych |

|                         |           |  |
| Cunha 22’ Lukébakio 54’ | Marcatori |  |

| Arbitro: | Aytekin |

|                       |           |              |
| Hofmann 7’ Embolo 78’ | Marcatori | 90’ Ibišević |

### Coppa di Germania
| Arbitro: | Gerach |

|           |           |                                                    |
| Kügel 51’ | Marcatori | 11’ Darida 12’, 31’ Ibišević 62’ Kalou 75’ Esswein |

| Arbitro: | Stieler |

|                                                |                      |                                       |
| Lukébakio 48’ Duda 85’ (rig.) Torunarigha 120’ | Marcatori            | 36’ Koné 90’ (rig.) Ebert 108’ Štor   |
| Ibišević Darida Dilrosun Rekik Selke Grujić    | Tiri di rigore 5 – 4 | Ebert Horvath Müller Koné Štor Ehlers |

| Arbitro: | Osmers |

|                                    |           |                      |
| Caligiuri 76’ Harit 82’ Raman 115’ | Marcatori | 12’ Köpke 39’ Piątek |

## Statistiche

### Statistiche di squadra
| Competizione      | Punti | In casa | In casa | In casa | In casa | In casa | In casa | In trasferta | In trasferta | In trasferta | In trasferta | In trasferta | In trasferta | Totale | Totale | Totale | Totale | Totale | Totale | DR  |
| Competizione      | Punti | G       | V       | N       | P       | Gf      | Gs      | G            | V            | N            | P            | Gf           | Gs           | G      | V      | N      | P      | Gf     | Gs     | DR  |
| ----------------- | ----- | ------- | ------- | ------- | ------- | ------- | ------- | ------------ | ------------ | ------------ | ------------ | ------------ | ------------ | ------ | ------ | ------ | ------ | ------ | ------ | --- |
| Bundesliga        | 41    | 17      | 6       | 3       | 8       | 23      | 32      | 17           | 5            | 5            | 7            | 25           | 27           | 34     | 11     | 8      | 15     | 48     | 59     | -11 |
| Coppa di Germania | -     | 1       | 0       | 1       | 0       | 3       | 3       | 2            | 1            | 0            | 1            | 7            | 4            | 3      | 1      | 1      | 1      | 10     | 7      | +3  |
| Totale            | 41    | 18      | 6       | 4       | 8       | 26      | 35      | 19           | 6            | 5            | 8            | 32           | 31           | 37     | 12     | 9      | 16     | 58     | 66     | -8  |

### Andamento in campionato
| Giornata  | 1 | 2  | 3  | 4  | 5  | 6  | 7  | 8  | 9  | 10 | 11 | 12 | 13 | 14 | 15 | 16 | 17 | 18 | 19 | 20 | 21 | 22 | 23 | 24 | 25 | 26 | 27 | 28 | 29 | 30 | 31 | 32 | 33 | 34 |
| --------- | - | -- | -- | -- | -- | -- | -- | -- | -- | -- | -- | -- | -- | -- | -- | -- | -- | -- | -- | -- | -- | -- | -- | -- | -- | -- | -- | -- | -- | -- | -- | -- | -- | -- |
| Luogo     | T | C  | T  | T  | C  | T  | C  | T  | C  | T  | C  | T  | C  | T  | C  | T  | C  | C  | T  | C  | C  | T  | C  | T  | C  | T  | C  | T  | C  | T  | C  | T  | C  | T  |
| Risultato | N | P  | P  | P  | V  | V  | V  | N  | P  | P  | P  | P  | P  | N  | V  | V  | N  | P  | V  | N  | P  | V  | P  | N  | N  | V  | V  | N  | V  | P  | P  | P  | V  | P  |
| Posizione | 8 | 11 | 17 | 18 | 15 | 10 | 10 | 10 | 11 | 11 | 12 | 15 | 16 | 15 | 13 | 13 | 12 | 14 | 13 | 13 | 14 | 13 | 14 | 14 | 13 | 12 | 11 | 10 | 9  | 9  | 11 | 11 | 10 | 10 |

Legenda:

Luogo: C = Casa; T = Trasferta. Risultato: V = Vittoria; N = Pareggio; P = Sconfitta.

### Statistiche dei giocatori
| Giocatore       | Bundesliga | Bundesliga | Bundesliga  | Bundesliga | Coppa di Germania | Coppa di Germania | Coppa di Germania | Coppa di Germania | Totale   | Totale | Totale      | Totale     |
| Giocatore       | Presenze   | Reti       | Ammonizioni | Espulsioni | Presenze          | Reti              | Ammonizioni       | Espulsioni        | Presenze | Reti   | Ammonizioni | Espulsioni |
| --------------- | ---------- | ---------- | ----------- | ---------- | ----------------- | ----------------- | ----------------- | ----------------- | -------- | ------ | ----------- | ---------- |
| J. Albrecht     | 0          | 0          | 0           | 0          | 0                 | 0                 | 0                 | 0                 | 0        | 0      | 0           | 0          |
| S. Ascacíbar    | 8          | 0          | 2           | 0          | 1                 | 0                 | 0                 | 0                 | 9        | 0      | 2           | 0          |
| F. Baak         | 0          | 0          | 0           | 0          | 0                 | 0                 | 0                 | 0                 | 0        | 0      | 0           | 0          |
| D. Boyata       | 28         | 4          | 8           | 1          | 1                 | 0                 | 0                 | 0                 | 29       | 4      | 8           | 1          |
| M. Cunha        | 11         | 5          | 3           | 0          | 0                 | 0                 | 0                 | 0                 | 11       | 5      | 3           | 0          |
| V. Darida       | 28         | 3          | 6           | 1          | 2                 | 1                 | 0                 | 0                 | 30       | 4      | 6           | 1          |
| J. Dilrosun     | 23         | 4          | 2           | 0          | 2                 | 0                 | 0                 | 0                 | 25       | 4      | 2           | 0          |
| O. Duda         | 7          | 0          | 2           | 0          | 2                 | 1                 | 1                 | 0                 | 9        | 1      | 3           | 0          |
| M. Dárdai       | 0          | 0          | 0           | 0          | 0                 | 0                 | 0                 | 0                 | 0        | 0      | 0           | 0          |
| P. Dárdai       | 0          | 0          | 0           | 0          | 0                 | 0                 | 0                 | 0                 | 0        | 0      | 0           | 0          |
| A. Esswein      | 7          | 0          | 1           | 0          | 1                 | 1                 | 0                 | 0                 | 8        | 1      | 1           | 0          |
| S. Friede       | 0          | 0          | 0           | 0          | 0                 | 0                 | 0                 | 0                 | 0        | 0      | 0           | 0          |
| M. Grujić       | 29         | 4          | 9           | 0          | 2                 | 0                 | 0                 | 0                 | 31       | 4      | 9           | 0          |
| V. Ibišević     | 25         | 7          | 4           | 0          | 2                 | 2                 | 1                 | 0                 | 27       | 9      | 5           | 0          |
| R. Jarstein     | 29         | 0          | 1           | 1          | 2                 | 0                 | 0                 | 0                 | 31       | 0      | 1           | 1          |
| S. Kalou        | 5          | 1          | 0           | 0          | 2                 | 1                 | 0                 | 0                 | 7        | 2      | 0           | 0          |
| M. Kiprit       | 0          | 0          | 0           | 0          | 0                 | 0                 | 0                 | 0                 | 0        | 0      | 0           | 0          |
| L. Klatte       | 0          | 0          | 0           | 0          | 0                 | 0                 | 0                 | 0                 | 0        | 0      | 0           | 0          |
| L. Klünter      | 23         | 0          | 5           | 0          | 1                 | 0                 | 0                 | 0                 | 24       | 0      | 5           | 0          |
| T. Kraft        | 4          | 0          | 1           | 0          | 1                 | 0                 | 1                 | 0                 | 5        | 0      | 2           | 0          |
| P. Köpke        | 4          | 0          | 0           | 0          | 1                 | 1                 | 0                 | 0                 | 5        | 1      | 0           | 0          |
| N. Körber       | 0          | 0          | 0           | 0          | 0                 | 0                 | 0                 | 0                 | 0        | 0      | 0           | 0          |
| M. Leckie       | 7          | 0          | 0           | 0          | 2                 | 0                 | 0                 | 0                 | 9        | 0      | 0           | 0          |
| D. Lukébakio    | 30         | 7          | 2           | 0          | 3                 | 1                 | 0                 | 0                 | 33       | 8      | 2           | 0          |
| E. Löwen        | 7          | 0          | 0           | 0          | 0                 | 0                 | 0                 | 0                 | 7        | 0      | 0           | 0          |
| A. Maier        | 14         | 0          | 0           | 0          | 1                 | 0                 | 0                 | 0                 | 15       | 0      | 0           | 0          |
| M. Mittelstädt  | 26         | 1          | 4           | 0          | 2                 | 0                 | 0                 | 0                 | 28       | 1      | 4           | 0          |
| L. Netz         | 0          | 0          | 0           | 0          | 0                 | 0                 | 0                 | 0                 | 0        | 0      | 0           | 0          |
| J. Ngankam      | 4          | 0          | 0           | 0          | 0                 | 0                 | 0                 | 0                 | 4        | 0      | 0           | 0          |
| F. Palmowski    | 0          | 0          | 0           | 0          | 0                 | 0                 | 0                 | 0                 | 0        | 0      | 0           | 0          |
| P. Pekarík      | 9          | 0          | 2           | 0          | 0                 | 0                 | 0                 | 0                 | 9        | 0      | 2           | 0          |
| K. Piątek       | 15         | 4          | 2           | 0          | 1                 | 1                 | 0                 | 0                 | 16       | 5      | 2           | 0          |
| M. Plattenhardt | 17         | 0          | 1           | 0          | 2                 | 0                 | 0                 | 0                 | 19       | 0      | 1           | 0          |
| D. Redan        | 1          | 0          | 0           | 0          | 0                 | 0                 | 0                 | 0                 | 1        | 0      | 0           | 0          |
| K. Rekik        | 14         | 1          | 0           | 0          | 2                 | 0                 | 0                 | 0                 | 16       | 1      | 0           | 0          |
| O. Rekik        | 0          | 0          | 0           | 0          | 0                 | 0                 | 0                 | 0                 | 0        | 0      | 0           | 0          |
| L. Samardžić    | 3          | 0          | 0           | 0          | 0                 | 0                 | 0                 | 0                 | 3        | 0      | 0           | 0          |
| D. Selke        | 19         | 1          | 3           | 0          | 2                 | 0                 | 0                 | 0                 | 21       | 1      | 3           | 0          |
| P. Skjelbred    | 24         | 0          | 4           | 0          | 1                 | 0                 | 1                 | 0                 | 25       | 0      | 5           | 0          |
| D. Smarsch      | 2          | 0          | 0           | 0          | 0                 | 0                 | 0                 | 0                 | 2        | 0      | 0           | 0          |
| N. Stark        | 21         | 1          | 8           | 0          | 3                 | 0                 | 0                 | 0                 | 24       | 1      | 8           | 0          |
| J. Torunarigha  | 18         | 1          | 3           | 0          | 3                 | 1                 | 1                 | 1                 | 21       | 2      | 4           | 1          |
| L. Tousart      | 0          | 0          | 0           | 0          | 0                 | 0                 | 0                 | 0                 | 0        | 0      | 0           | 0          |
| M. Wolf         | 21         | 1          | 1           | 1          | 2                 | 0                 | 0                 | 0                 | 23       | 1      | 1           | 1          |
| M. Čović        | 0          | 0          | 0           | 0          | 0                 | 0                 | 0                 | 0                 | 0        | 0      | 0           | 0          |